# Polistes wattii
Polistes wattii är en getingart som beskrevs av Cameron 1900. Polistes wattii ingår i släktet pappersgetingar, och familjen getingar. Inga underarter finns listade i Catalogue of Life.